# Cuz I Love You
Cuz I Love You là album phòng thu thứ ba và cũng là đĩa LP đầu tay được phát hành bởi một hãng thu âm lớn của nữ rapper kiêm ca sĩ người Mỹ Lizzo. Album được phát hành thông qua Nice Life và Atlantic Records vào ngày 19 tháng 4 năm 2019. Album có sự góp mặt của hai rapper người Mỹ Missy Elliott và Gucci Mane. Các đĩa đơn được phát hành từ album gồm "Juice" và ca khúc "Tempo" hợp tác với Elliott. Phiên bản cao cấp của album được phát hành vào ngày 3 tháng 5 năm 2019 và bao gồm đĩa đơn quán quân Billboard Hot 100 "Truth Hurts". Tại Giải Grammy lần thứ 62, phiên bản cao cấp của album được đề cử ở hạng mục Album của năm và giành chiến thẳng ở hạng mục Album urban contemporary xuất sắc nhất.

## Bối cảnh
Cuz I Love You là sản phẩm đầu tiên của Lizzo kể từ EP Coconut Oil phát hành vào năm 2016. Trong buổi tiệc nghe trước album tổ chức vào ngày 30 tháng 1 năm 2019 tại câu lạc bộ thoát y Crazy Girls ở Hollywood, Lizzo phát biểu rằng cô thực hiện album trong vòng ba năm. Cô cũng cho khán giả nghe trước ca khúc "Tempo" hợp tác với Missy Elliott. Cùng với đĩa đơn mở đường "Juice", album cũng bao gồm "ca khúc nhạc dance trao thêm sức mạnh" "Like a Girl" và ca khúc dành tặng bạn trai cũ có tựa đề "Jerome".

## Quảng bá
Lizzo công bố về Cuz I Love You vào cuối tháng 1 năm 2019 và chia sẻ ảnh bìa của album vào ngày 13 tháng 2. Cô xuất hiện trong trạng thái khỏa thân trên bìa của album. Tạp chí Paper gọi ảnh bìa này là một "sự biến đổi hoàn toàn về vẻ ngoài gây sững sờ, và [là] một sự biến đổi của Lizzo" và nói thêm rằng "Những thân hình béo, đặc biệt là béo và Đen, hiếm khi được các nhiếp ảnh gia đối đãi cẩn thận đến như vậy, chứ chưa nói đến việc xuất hiện trên bìa của các album sẽ nằm trên kệ hàng của Target và Walmart."

## Các đĩa đơn
"Juice" được phát hành thành đĩa đơn mở đường cho album vào ngày 4 tháng 1 năm 2019. Đĩa đơn trở thành hit thương mại đầu tiên của Lizzo với việc xuất hiện trên các bảng xếp hạng con của thể loại R&B tại Hoa Kỳ, cũng như nằm trong top 20 tại Scotland. Lizzo quảng bá cho đĩa đơn trong màn biểu diễn đầu tiên của cô trên sóng truyền hình trong chương trình The Ellen DeGeneres Show, và sau đó là trong chương trình The Tonight Show Starring Jimmy Fallon.
Ca khúc "Tempo" hợp tác với nghệ sĩ nhạc rap người Mỹ Missy Elliott được phát hành thành đĩa đơn thứ hai vào ngày 26 tháng 7 năm 2019. Video âm nhạc của bài hát ra mắt cùng ngày trên YouTube.
"Cuz I Love You" ban đầu được phát hành thành đĩa đơn quảng bá cho album vào ngày 14 tháng 2 năm 2019. Vào ngày 28 tháng 1 năm 2020, ca khúc được phát hành thành đĩa đơn chính thức thứ ba trên các đài phát thanh Top 40.

### Đĩa đơn quảng bá
Ca khúc chủ đề của album cùng video âm nhạc được phát hành thành đĩa đơn quảng bá đầu tiên vào ngày 14 tháng 2 năm 2019. "Tempo" hợp tác với Missy Elliott được phát hành thành đĩa đơn quảng bá thứ hai vào ngày 20 tháng 3 năm 2019. Ca khúc đạt vị trí thứ 21 trên bảng xếp hạng Digital Song Sales của Hoa Kỳ và trở thành ca khúc đầu tiên của Lizzo xuất hiện trên một bảng xếp hạng thành phần của Billboard Hot 100.

## Tiếp nhận phê bình
| Đánh giá chuyên môn   | Đánh giá chuyên môn |
| Điểm trung bình       | Điểm trung bình     |
| Nguồn                 | Đánh giá            |
| --------------------- | ------------------- |
| AnyDecentMusic?       | 7,9/10              |
| Metacritic            | 84/100              |
| Nguồn đánh giá        |                     |
| Nguồn                 | Đánh giá            |
| AllMusic              | [ 23 ]              |
| The A.V. Club         | B                   |
| The Daily Telegraph   | [ 25 ]              |
| The Guardian          | [ 2 ]               |
| The Independent       | [ 26 ]              |
| NME                   | [ 1 ]               |
| The Observer          | [ 27 ]              |
| Pitchfork             | 6,5/10              |
| Rolling Stone         | [ 29 ]              |
| Vice (Expert Witness) | A−                  |

Cuz I Love You nhận được nhiều lời khen ngợi từ các nhà phê bình âm nhạc. Trên Metacritic, một trang đưa ra số điểm chuẩn trên thang 100 dựa trên các bài đánh giá của các xuất bản phẩm phổ biến, album nhận được điểm trung bình là 84 dựa trên 24 bài đánh giá, tương ứng với nhận xét "được tán dương rộng rãi".
Trong bài đánh giá viết cho AllMusic, Heather Phares khen ngợi Cuz I Love You là "một sự phô diễn rất thành công về mọi khía cạnh của tài năng, đặc điểm thể chất và bản năng tình dục của Lizzo." Jumi Akinfenwa của Clash phát biểu rằng với việc "Cung cấp một sự pha trộn giữa pop, hip-hop, R&B và thêm vào một chút trap và neo soul, Lizzo [đã] giải quyết được tất cả các khía cạnh và giúp khán giả đại chúng bước đầu làm quen với thế giới của cô ấy một cách hoàn hảo." Rachel Finn của tạp chí DIY đưa ra một đánh giá tích cực về album và viết rằng "Tính cách sôi động và sự hài hước của Lizzo tỏa sáng trong suốt một bộ những ca khúc chuyển đổi đột ngột giữa các yếu tố của funk, pop và R&B một cách dễ dàng."
Trong bài viết đăng tải trên NME, nhà phê bình Natty Kasambala mô tả album "trải rộng trên nhiều dòng nhạc một cách hoàn hảo như chính bản thân Lizzo: cốt lõi vẫn là nhạc pop, nhưng liên tục gợi nhắc về nguồn gốc có liên quan đến nhạc jazz cũng như tình yêu trong quá khứ của cô với điệu nhảy cúi đầu và hất mông liên tục về phía trước và phía sau". Cũng có chung quan điểm này, Claire Biddles của The Line of Best Fit nhận xét về album rằng: "Quyến rũ, gây nghiện và tưởng chừng như [là] hoàn hảo, Cuz I Love You là tuyên ngôn của Lizzo về sự nổi tiếng ở cương vị của một siêu sao." Zachary Hoskins của Slant Magazine kết luận rằng "Tài năng của Lizzo vẫn luôn là một điều hiển nhiên, nhưng chất liệu của album này – chất liệu mạnh mẽ nhất của cô cho đến nay – [đã] cho phép cô phô bày trọn vẹn tài năng của mình. Với phong cách neo-soul ẻo lả và quyến rũ của ca khúc khép lại album "Lingerie," sự say mê của cô ấy có tính lan tỏa và nó xứng đáng với điều đó."
Một số nhà phê bình tỏ ra dè dặt hơn trong bài đánh giá của họ về album. Trong bài đánh giá trên The Guardian, Alexis Petridis cảm thấy rằng "Lizzo có điều muốn nói, và có một cách khôn khéo để nói ra điều đó... nhưng sức thuyết phục mạnh ở đây dường như vẫn có thể thuyết phục hơn nếu như nó có một chút không gian để thở... Thay vì vậy, Cuz I Love You lại tăng tốc độ một cách khủng khiếp trong nửa giờ đồng hồ để cố thử công phá các bảng xếp hạng." Rawiya Kameir cũng đưa ra những ý kiến chỉ trích trong bài đánh giá của mình trên Pitchfork, khẳng định rằng "Bất chấp kĩ năng và sức thu hút hiển nhiên của cô, một số ca khúc trong 11 bài hát của album phải gánh chịu lối sản xuất điên loạn cũng như những cách diễn đạt và phong cách rap vụng về."

### Danh hiệu
| Xuất bản phẩm                        | Danh sách                                        | Vị trí | Ng.    |
| ------------------------------------ | ------------------------------------------------ | ------ | ------ |
| Billboard                            | 50 album xuất sắc nhất năm 2019                  | 4      | [ 32 ] |
| 100 album vĩ đại nhất thập niên 2010 | 65                                               | [ 33 ] |        |
| Consequence of Sound                 | Top 50 album của năm 2019                        | 7      | [ 34 ] |
| Entertainment Weekly                 | Top những album xuất sắc nhất năm 2019           | 3      | [ 35 ] |
| GQ                                   | Những album giúp năm 2019 tuyệt vời thêm lần nữa | 6      | [ 36 ] |
| The Guardian                         | 50 album xuất sắc nhất năm 2019                  | 28     | [ 37 ] |
| NME                                  | 50 album xuất sắc nhất năm 2019                  | 16     | [ 38 ] |
| Paste                                | 34 album xuất sắc nhất năm 2019                  | 9      | [ 39 ] |
| PopCrush                             | 25 album pop xuất sắc nhất năm 2019              | —      | [ 40 ] |
| Rolling Stone                        | 50 album xuất sắc nhất năm 2019                  | 6      | [ 41 ] |
| Rolling Stone                        | 200 album xuất sắc nhất thập niên 2010           | 69     | [ 42 ] |
| Uproxx                               | Những album xuất sắc nhất năm 2019               | 8      | [ 43 ] |

### Giải thưởng và đề cử
| Giải thưởng                    | Năm  | Hạng mục                               | Kết quả   | Ng.    |
| ------------------------------ | ---- | -------------------------------------- | --------- | ------ |
| Giải BET Hip Hop               | 2019 | Album của năm                          | Đề cử     | [ 44 ] |
| Giải Grammy                    | 2020 | Album của năm                          | Đề cử     | [ 45 ] |
| Giải Grammy                    | 2020 | Album urban contemporary xuất sắc nhất | Đoạt giải | [ 45 ] |
| People's Choice Awards         | 2019 | Album của năm 2019                     | Đề cử     | [ 46 ] |
| Giải thưởng âm nhạc Soul Train | 2019 | Album/Mixtape của năm                  | Đoạt giải | [ 47 ] |

## Diễn biến thương mại
Cuz I Love You ra mắt ở vị trí thứ sáu trên bảng xếp hạng Billboard 200 với doanh số đạt 41.000 đơn vị album tương đương, trong đó có 24.000 bản là album thuần. Đây là album đầu tiên của Lizzo xuất hiện trên Billboard 200. Sau đó, album quay trở lại vị trí thứ sáu trong tuần lễ kết thúc ngày 27 tháng 6 năm 2019. Album trải qua tổng cộng 15 tuần trong top 10 của bảng xếp hạng kể từ khi được phát hành. Cuz I Love You đạt đến vị trí thứ tư trong tuần thứ 19 trên bảng xếp hạng ngày 7 tháng 9 năm 2019 với doanh số tuần cao nhất kể từ thời điểm phát hành. Đây cũng là album có thứ hạng cao nhất trên Billboard 200 của Lizzo tính đến thời điểm hiện tại.

## Danh sách bài hát
Thông tin về những người thực hiện được lấy từ Tidal và BMI.
| STT              | Nhan đề                                       | Sáng tác                                                                                       | Sản xuất                                                           | Thời lượng |
| ---------------- | --------------------------------------------- | ---------------------------------------------------------------------------------------------- | ------------------------------------------------------------------ | ---------- |
| 1.               | "Cuz I Love You"                              | Melissa Jefferson Sam Harris Casey Harris Adam Levin Russ Flynn                                | X Ambassadors                                                      | 3:00       |
| 2.               | "Like a Girl"                                 | Jefferson Warren "Oak" Felder Sean Douglas                                                     | Oak                                                                | 3:05       |
| 3.               | "Juice"                                       | Jefferson Eric Frederic Theron Thomas Sam Sumser Sean Small                                    | Ricky Reed Nate Mercureau [b]                                      | 3:15       |
| 4.               | "Soulmate"                                    | Jefferson Felder Douglas                                                                       | Oak                                                                | 2:55       |
| 5.               | "Jerome"                                      | Jefferson S. Harris C. Harris Levin                                                            | X Ambassadors                                                      | 3:52       |
| 6.               | "Crybaby"                                     | Jefferson Frederic Thomas Mercureau                                                            | Reed Mercureau                                                     | 2:56       |
| 7.               | "Tempo" (hợp tác với Missy Elliott)           | Jefferson Dan Farber Frederic Tobias Wincorn Thomas Raymond Scott Antonio Cuna Melissa Elliott | Ricky Reed Sweater Beats Tobias Wincorn Farber Lizzo Mercureau [a] | 2:55       |
| 8.               | "Exactly How I Feel" (hợp tác với Gucci Mane) | Jefferson Thomas Mike Sabath Radric Davis                                                      | X Ambassadors Sabath                                               | 2:23       |
| 9.               | "Better in Color"                             | Jefferson Felder Michael Pollack Trevor "Downtown" Brown William Zaire Simmons                 | Oak Downtown Trevor Brown [a] Zaire Koalo [a]                      | 2:13       |
| 10.              | "Heaven Help Me"                              | Jefferson C. Harris S. Harris Levin                                                            | X Ambassadors                                                      | 3:22       |
| 11.              | "Lingerie"                                    | Jefferson Frederic Mercereau Thomas                                                            | Ricky Reed Mercureau                                               | 3:22       |
| Tổng thời lượng: | Tổng thời lượng:                              | Tổng thời lượng:                                                                               | Tổng thời lượng:                                                   | 33:18      |

| Phiên bản cao cấp | Phiên bản cao cấp | Phiên bản cao cấp                                                                                                  | Phiên bản cao cấp | Phiên bản cao cấp |
| STT               | Nhan đề           | Sáng tác | Sản xuất          | Thời lượng        |
| ----------------- | ----------------- | --- | ----------------- | ----------------- |
| 12.               | "Boys"            | Lil Aaron Mercereau Frederic Jefferson                                                                             | Mercereau Reed    | 2:53              |
| 13.               | "Truth Hurts"     | Jefferson Frederic Amina Patrice Bogle-Barriteau Jesse Saint John Steven Cheung Mina Lioness                       | Reed Tele [a]     | 2:53              |
| 14.               | "Water Me"        | Jefferson Frederic Clarence Coffee Jr. E. Kidd Bogart Farhad Samdzada Morris Wittenberg Nneka Lucia Egbuna Wincorn | Reed Wincorn [b]  | 3:06              |
| Tổng thời lượng:  | Tổng thời lượng:  | Tổng thời lượng:                                                                                                   | Tổng thời lượng:  | 42:10             |

| Phiên bản siêu cao cấp | Phiên bản siêu cao cấp                                | Phiên bản siêu cao cấp           | Phiên bản siêu cao cấp | Phiên bản siêu cao cấp |
| STT                    | Nhan đề                                               | Sáng tác                         | Sản xuất               | Thời lượng             |
| ---------------------- | ----------------------------------------------------- | -------------------------------- | ---------------------- | ---------------------- |
| 15.                    | "Good as Hell"                                        | Jefferson Frederic               | Lizzo Reed             | 2:39                   |
| 16.                    | "Good as Hell (Phối lại)" (hợp tác với Ariana Grande) | Jefferson Frederic Ariana Grande | Lizzo Reed             | 2:39                   |
| Tổng thời lượng:       | Tổng thời lượng:                                      | Tổng thời lượng:                 | Tổng thời lượng:       | 47:18                  |

Ghi chú
- ^[a]  chỉ người đồng sản xuất.
- ^[b]  chỉ người sản xuất bổ sung.

## Những người thực hiện
Thông tin được lấy từ ghi chú trên bìa album.
- Downtown Trevor Brown — đồng sản xuất (bài 9)
- Harry Burr — trợ lý phối khí (bài 5)
- Clarence Coffee Jr. — hát bổ sung (bài 14)
- Michael Cordone — trumpet (bài 3)
- Scott Desmarais — trợ lý phối khí (bài 1-4, 6-11, 13)
- Missy Elliott — rap và hát bổ sung (bài 7)
- Shaina Evoniuk — viola (bài 11)
- Dan Farber — đồng sản xuất (bài 7)
- Oak Felder — sản xuất (bài 2, 4, 9)
- Robin Florent — trợ lý phối khí (bài 1-4, 6-11, 13)
- Chris Galland — kỹ sư phối khí (bài 13)
- Chris Gehringer — master (bài 1-4, 6-13)
- Gucci Mane — rap (bài 8)
- Lemar Guillary — kèn trombone (bài 3)
- Victor Indrizzo — trống và bộ gõ (bài 3)
- Rouble Kapoor — trợ lý kỹ sư (bài 3)
- Zaire Koalo — đồng sản xuất (bài 9)
- Joe LaPorta — master (bài 5)
- Trevor Lawrence Jr. — trống (bài 11)
- Lizzo — hát (tất cả bài hát), sản xuất (7), synthesizer (14), điều hành sản xuất
- Bill Malina — kỹ sư (bài 3, 11)
- Manny Marroquin — phối khí (bài 1-4, 6-11, 13)
- Asha Maura — hát đệm (bài 3)
- Andrew Maury — phối khí (bài 5)
- Jesse McGinty — saxophone (bài 3)
- Nate Mercereau — sản xuất (bài 6, 11, 12), đồng sản xuất (7), sản xuất bổ sung (3), kỹ sư (6, 11), ghi-ta và bass (3, 6, 11), bàn phím (6, 11), các nhạc cụ (7, 12), lập trình và trống (11)
- Sean Phelan — kỹ sư (bài 1, 5)
- Ricky Reed — sản xuất (bài 3, 6, 7, 11-14), phối khí (12), lập trình (3, 7, 11-14), bàn phím và ghi-ta (3), bass (3, 14), trống và synthesizer (14), các nhạc cụ (7, 12)
- Mike Sabath — sản xuất (bài 8)
- Ethan Shumaker — kỹ sư (bài 3, 6, 7, 11-14), hát bổ sung (7)
- Keith "Daquan" Sorrells — trợ lý kỹ sư (bài 9)
- Shelby Swain — hát đệm (bài 3), hát bổ sung (7)
- Sweater Beats — đồng sản xuất (bài 7)
- Tele — đồng sản xuất và lập trình (bài 13)
- Theron Thomas — hát đệm (bài 3), hát bổ sung (7)
- Quinn Wilson — hát đệm (bài 3)
- Tobias Wincorn — đồng sản xuất và lập trình (bài 7), sản xuất bổ sung (14)
- X Ambassadors — sản xuất (bài 1, 5, 10)

## Xếp hạng và chứng nhận
| Bảng xếp hạng (2019)                | Vị trí cao nhất |
| ----------------------------------- | --------------- |
| Album Úc (ARIA)                     | 26              |
| Album Bỉ (Ultratop Vlaanderen)      | 92              |
| Album Bỉ (Ultratop Wallonie)        | 164             |
| Album Canada (Billboard)            | 7               |
| Album Hà Lan (Album Top 100)        | 68              |
| Pháp (SNEP)                         | 111             |
| Ireland (OCC)                       | 21              |
| Lithuania (AGATA)                   | 89              |
| New Zealand (RMNZ)                  | 31              |
| Album Scotland (OCC)                | 46              |
| Album Thụy Sĩ (Schweizer Hitparade) | 75              |
| Album Anh Quốc (OCC)                | 40              |
| Album Anh Quốc R&B (OCC)            | 2               |
| Hoa Kỳ Billboard 200                | 4               |
| Hoa Kỳ Rolling Stone 200            | 18              |

| Bảng xếp hạng (2019) | Vị trí |
| -------------------- | ------ |
| Canada (Billboard)   | 30     |
| Hoa Kỳ Billboard 200 | 20     |

| Bảng xếp hạng (2010–2019) | Vị trí |
| ------------------------- | ------ |
| Hoa Kỳ Billboard 200      | 109    |

| Quốc gia | Chứng nhận | Số đơn vị/doanh số chứng nhận |
| --- | ---------- | ----------------------------- |
| Brasil (Pro-Música Brasil) | Vàng       | 20.000‡                       |
| Canada (Music Canada) | Vàng       | 40.000‡                       |
| Anh Quốc (BPI) | Bạc        | 60.000‡                       |
| Hoa Kỳ (RIAA) | Bạch kim   | 1.000.000‡                    |
| * Chứng nhận dựa theo doanh số tiêu thụ. ^ Chứng nhận dựa theo doanh số nhập hàng. ‡ Chứng nhận dựa theo doanh số tiêu thụ và phát trực tuyến. |            |                               |